# Drumshanbo
Drumshanbo eller Drumshambo (iriska: Droim Seanbhó) är ett samhälle i grevskapet Leitrim på Irland. År 2002 hade samhället 623 invånare i själva orten och 977 i området runt om.
Samhället var en gång sammankopplad med järnvägslinjen mellan Cavan och Leitrim.